# Amyntor (Sohn des Ormenos)
Amyntor (altgriechisch Ἀμύντωρ Amýntōr) ist eine Gestalt der griechischen Mythologie. Er ist der Sohn des Ormenos und war Herrscher in Dolopia im Südwesten Thessaliens.
Mit seiner Gattin Kleobule hatte er zwei Söhne, Phoinix und Krantor, sowie als Tochter Astydameia, eine Geliebte von Herakles. Seiner Mutter zuliebe schlief dieser mit der Geliebten Amyntors, um sie von ihm abzubringen. Der so Hintergangene rief die Erinyen an, damit sein Sohn keine Nachkommen zeugen könne. Zeus und Persephone erfüllten den Fluch. Phoinix plante daraufhin, seinen Vater zu töten, sah aber davon ab und floh. Seinen Sohn Krantor gab Amyntor Peleus, der ihn im Krieg besiegt hatte, als Unterpfand für den Frieden.
Amyntors lederner, mit Eberzähnen besetzter Helm wurde von Autolykos geraubt und ging über Amphidamas, Molos und Meriones in den Besitz von Odysseus über.